# Charina
Charina Gray, 1849 è un genere di serpenti della famiglia Boidae, endemico del Nord America.

## Tassonomia
Il genere comprende le seguenti specie:
- Charina bottae (Blainville, 1835)
- Charina umbratica klauber, 1943